# Буюклы (станция)
Буюклы — железнодорожная станция Сахалинского региона Дальневосточной железной дороги. Названа по одноимённому посёлку городского типа.

## История
Станция открыта в 1943 году в составе пускового участка Поронайск — Смирных.
20 августа 1945 года станция освобождена советскими войсками.
Современное название дано 1 апреля 1946 года.

## Деятельность
По параграфу станция способна осуществлять небольшие грузовые отправлений со складов и на открытых площадках, а также продажу пассажирских билетов. На станции останавливается один из двух пассажирских поездов, курсирующих по маршруту Южно-Сахалинск — Тымовск. Скорый поезд № 001/002 сообщением Южно-Сахалинск — Ноглики на станции не останавливается.
Пригородное сообщение представлено 1 парой пригородных поездов Поронайск — Победино, состоящей из четырёх сидячих вагонов. До 1998 года пригородный поезд оборачивался в Буюклы, а на маршруте курсировал дизель-поезд Киха58.